# 117781 Jamesfisher
117781 Jamesfisher este o planetă minoră (asteroid) din centura de asteroizi. A fost descoperită pe 10 aprilie 2005 la Mount Lemmon⁠(d) de Mount Lemmon Survey⁠(d). 
Obiectul prezintă o orbită caracterizată de o semiaxă mare de 2,7387702716682 UAi, o excentricitate de 0,06, o înclinație de 4,5 ° în raport cu ecliptica.